# فهرست شهرهای لبنان
این فهرستی از شهرها و شهرک‌های لبنان است که بر اساس ناحیه توزیع شده‌اند. در مجموع ۱۰۰۰ منطقه وجود دارد.  ۵۶٫۲۱ درصد از جمعیت در ۱۹ شهر و شهرستان زندگی می کنند که به طور متوسط ۲۱۵۸ نفر در هر شهر است.

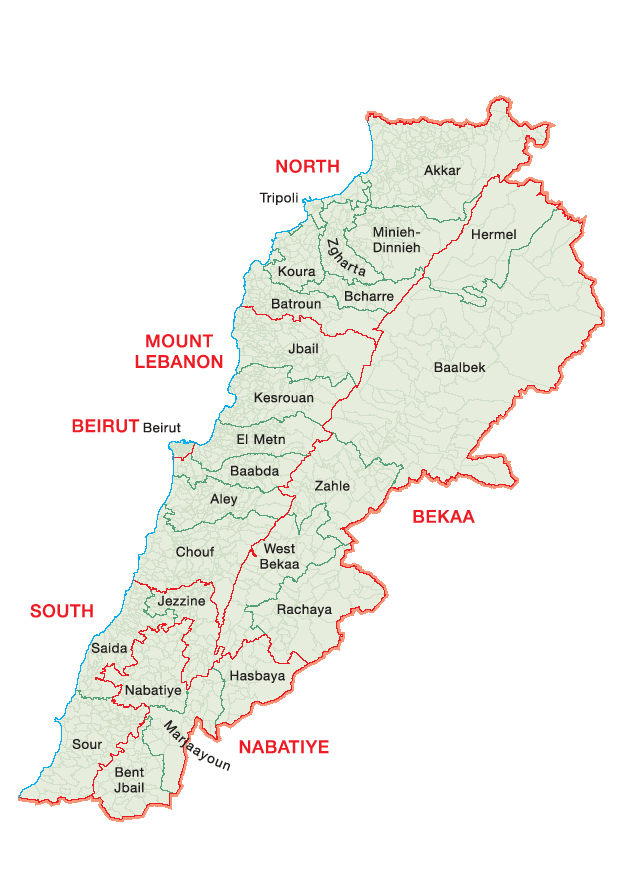
استانهای لبنان

فهرست شهرهای لبنان به شرح زیر است:
| فهرست شهرهای لبنان |               |               |                |                  |             |
| رتبه               | نام           | نام           | جمعیت          | جمعیت            | استان       |
| رتبه               | فارسی         | عربی          | ۱۹۷۰-سال تخمین | ۲۰۰۵-سال سرشماری | استان       |
| ۱.                 | بیروت         | بیروت         | ۴۷۴ ۸۷۰        | ۱ ۲۵۱ ۷۳۹        | استان بیروت |
| ۲.                 | طرابلس        | طرابلس        | ۱۲۷ ۶۱۱        | ۲۲۹ ۳۹۸          | استان شمالی |
| ۳.                 | عکار          | عکار          | نامعلوم        | نامعلوم          | استان شمالی |
| ۴.                 | المنیة الضنیة | المنیه الضنیه | نامعلوم        | نامعلوم          | استان شمالی |
| ۵.                 | زغرتا         | زغرتا         | ۱۸۲۰۰          | ۳۲۹۱۷            | استان شمالی |
| ۶.                 | بشری          | بشری          | نامعلوم        | نامعلوم          | استان شمالی |
| ۷.                 | کورة          | کوره          | نامعلوم        | نامعلوم          | استان شمالی |
| ۸.                 | البترون       | البترون       | ۶۰۰۰           | ۱۰۸۵۲            | استان شمالی |
| ۹.                 | صیدا          | صیدا          | ۲۴ ۷۴۰         | ۱۶۳ ۵۵۴          | استان جنوبی |
| ۱۰                 | صور           | صور           | ۱۶ ۵۰۰         | ۱۳۵ ۲۰۴          | استان جنوبی |
| ۱۱                 | جزین          | جزین          | نامعلوم        | ۱۳٫۴۷۶           | استان جنوبی |
| ۱۲                 | نبطیه         | النبطیة       | نامعلوم        | ۹۸ ۴۳۳           | استان نبطیه |
| ۱۳                 | مرجعیون       | مرجعیون       | ۹۳۰۰           | ۱۶۱۷۳            | استان نبطیه |
| ۱۴                 | حاصبیا        | حاصبیا        | نامعلوم        | نامعلوم          | استان نبطیه |
| ۱۵                 | بنت جبیل      | بنت جبیل      | نامعلوم        | نامعلوم          | استان نبطیه |
| ۱۶                 | کسروان        | کسروان        | نامعلوم        | نامعلوم          | استان جبل   |
| ۱۷                 | جبیل          | جبیل          | نامعلوم        | ۲۰۷۸۴            | استان جبل   |
| ۱۸                 | بعبدا         | بعبدا         | نامعلوم        | ۷۷۱۰۶            | استان جبل   |
| ۱۹                 | المتن         | المتن         | نامعلوم        | نامعلوم          | استان جبل   |
| ۲۰                 | عالیه         | عالیة         | ۱۸۶۰۰          | ۲۷۲۳۳            | استان جبل   |
| ۲۱                 | الشوف         | الشوف         | ۱۸۶۰۰          | ۲۷۲۳۳            | استان جبل   |
| ۲۲                 | زحلة          | زحله          | ۴۶ ۸۰۰         | ۷۸ ۱۴۵           | استان بقاع  |
| ۲۳                 | بعلبک         | بعلبک         | ۱۵۶۰۰          | ۳۰۹۱۶            | استان بقاع  |
| ۲۴                 | راشیا         | راشیا         | ۶۷۰۰           | ۱۱۲۸۸            | استان بقاع  |
| ۲۵                 | الهرمل        | هرمل          | ۲۷۰۰           | ۱۱۰۷۰            | استان بقاع  |
| ۲۶                 | البقاع الغربی | بقاع غربی     | نامعلوم        | نامعلوم          | استان بقاع  |